# Pelmatolapia mariae
A Pelmatolapia mariae a sugarasúszójú halak (Actinopterygii) osztályának sügéralakúak (Perciformes) rendjébe, ezen belül a bölcsőszájúhal-félék (Cichlidae) családjába tartozó faj.
Nemének a típusfaja. 2013-ig a Tilapia nembe volt besorolva.

## Előfordulása
A Pelmatolapia mariae előfordulási területe Afrika nyugati partmentén van; az Elefántcsontpart és Kamerun között levő lagúnákban és folyók alsó szakaszaiban. Azonban Beninből és Ghánából hiányzik.

## Megjelenése
Az átlagos hossza 17,5 centiméter, de elérheti a 32,3 centiméteres hosszúságot is. Testtömege 1,4 kilogramm is lehet. A hátúszóján 15-17 tüske és 13-15 sugár van, míg a farok alatti úszóján 3 tüske és 10-11 sugár látható. A feje oldalról nézve kerekített. A 15 centiméteres felnőttnél az oldalvonal mentén egy sornyi sötét folt jelenik meg. A fiatal testén 7-9 vastag függőleges sáv látható.

## Életmódja
Trópusi halfaj, amely a brakkvízben és az édesvízben is megél. A 6-8 pH értékű, valamint a 20-25 Celsius-fokos hőmérsékletű vizeket kedveli. Egyaránt megél a folyóvízben, de az állottban is; főleg a meder közelében tartózkodik. Laza rajokban él; a rajok állhatnak különböző korú halakból, vagy akár más halfajokkal való társulásból is. Tápláléka főleg algákból és más növényekből áll, de kisebb rákokat és azok lárváit, illetve petéit is fogyaszthatja.

## Szaporodása
Az ivarérettséget 10-15 centiméteresen éri el. A hím és a nőstény, csak az ívási időszak alatt marad együtt. A fészket kidőlt fák alá, vagy törmelék közé készítik. A nőstény méretétől függően az ikrák száma 600-3300 közötti - az átlag körülbelül 2000 ikra. A kikeléshez 1-3 nap kell, az ivadék kikelése után 6-8 napot még a fészekben tölt. Mindkét szülő őrzi az ikráját és ivadékát, mígnem az eléri az 1,5-3 centiméteres hosszúságot.

## Felhasználása
A helybéli emberek valószínűleg halásszák táplálkozási célokból. Az akváriumok részére ipari mértékben fogják be, illetve tenyésztik.

## Képek

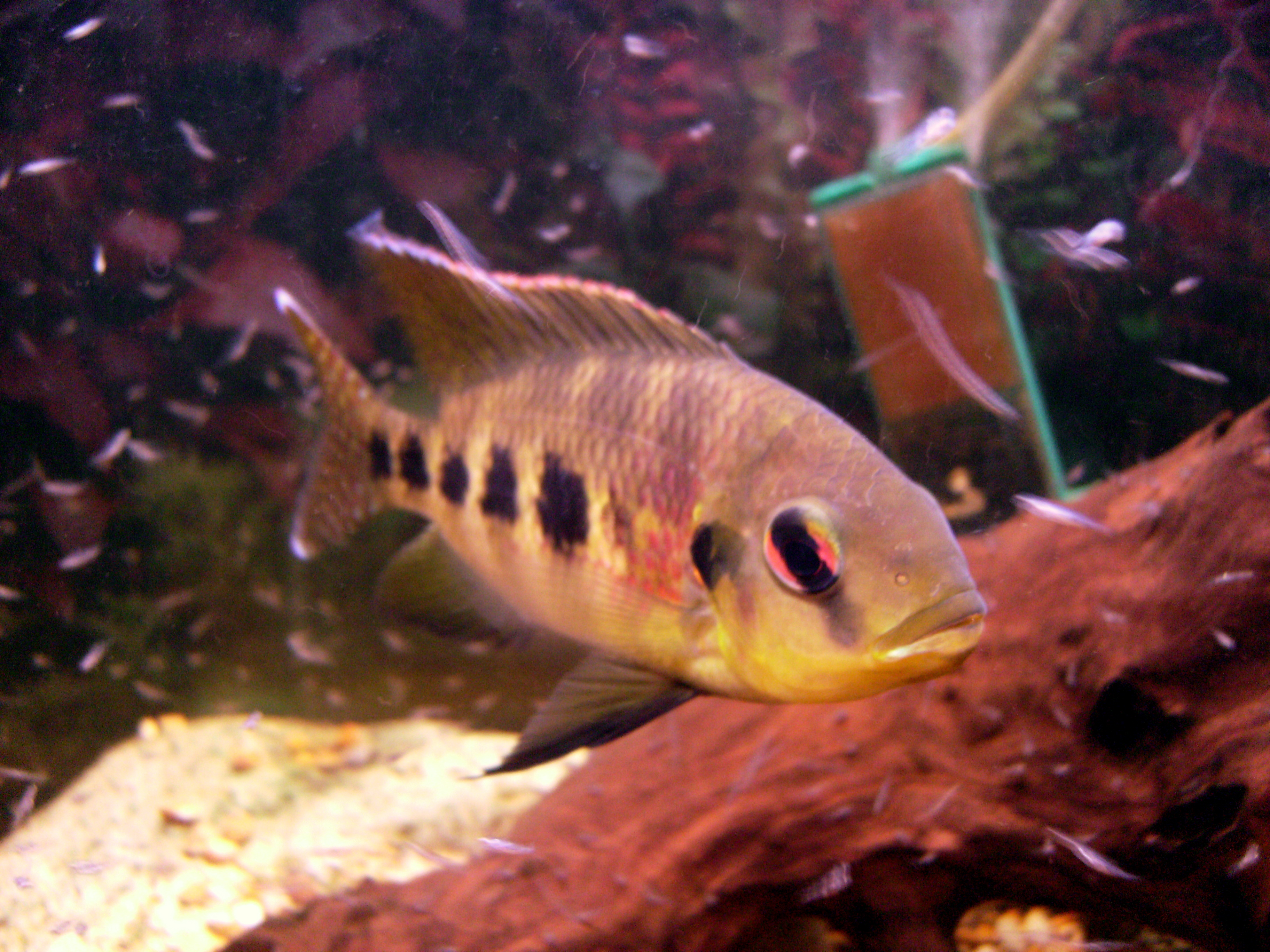
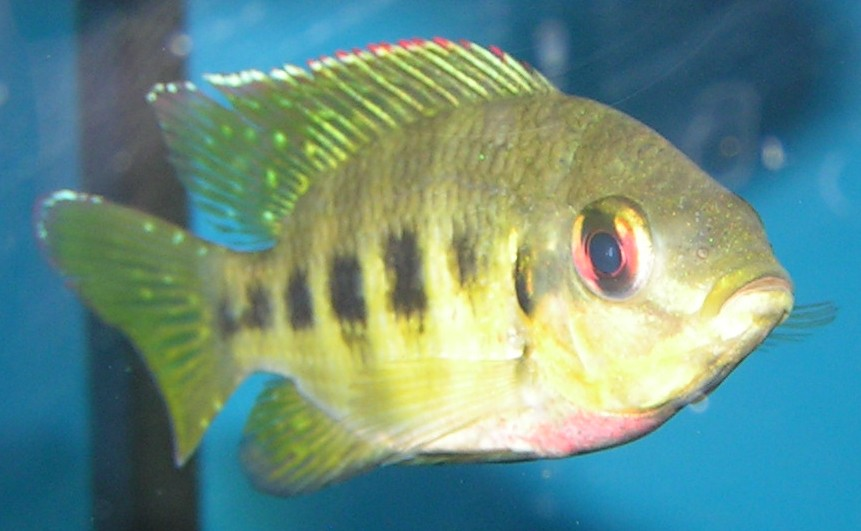
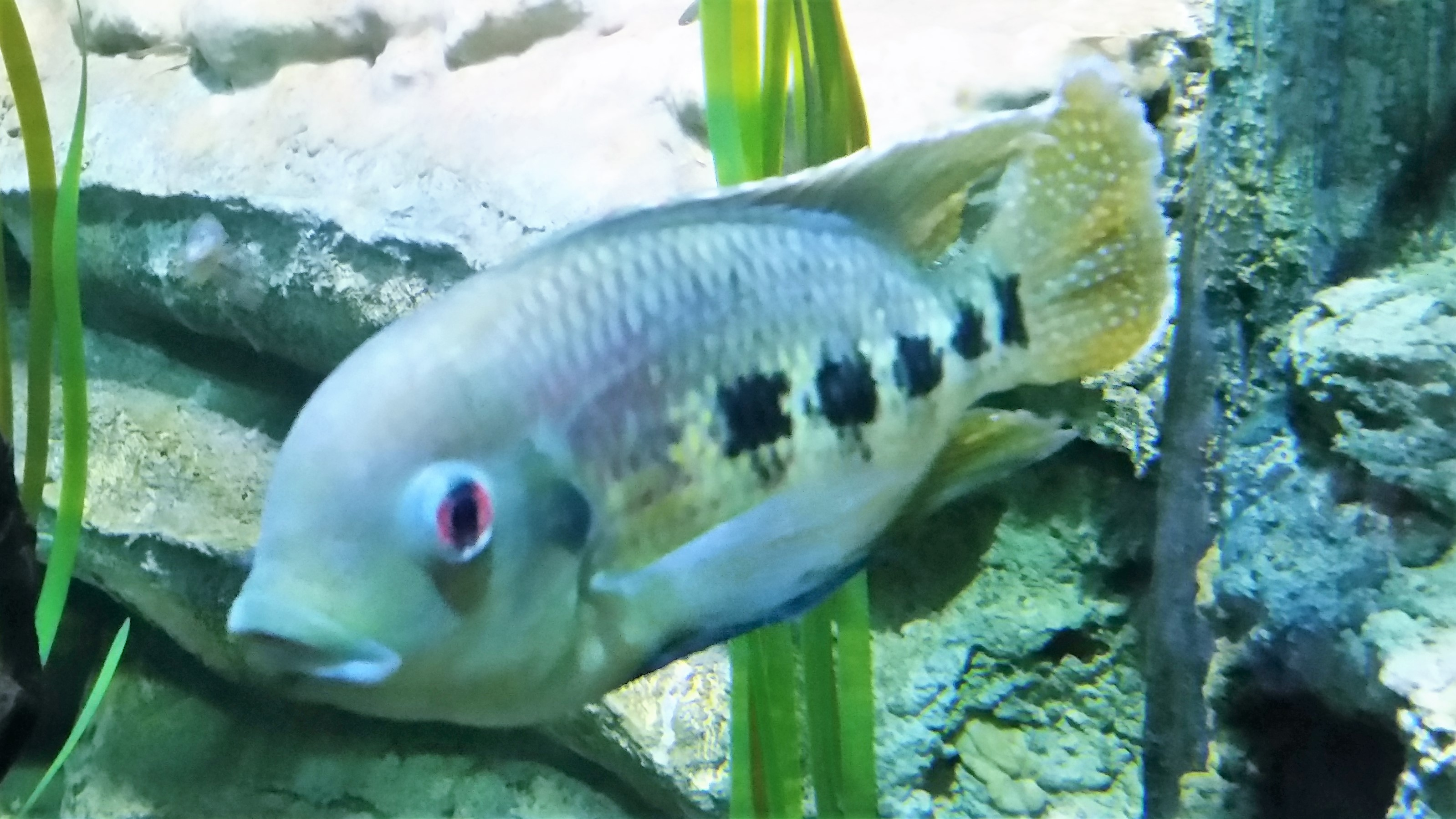
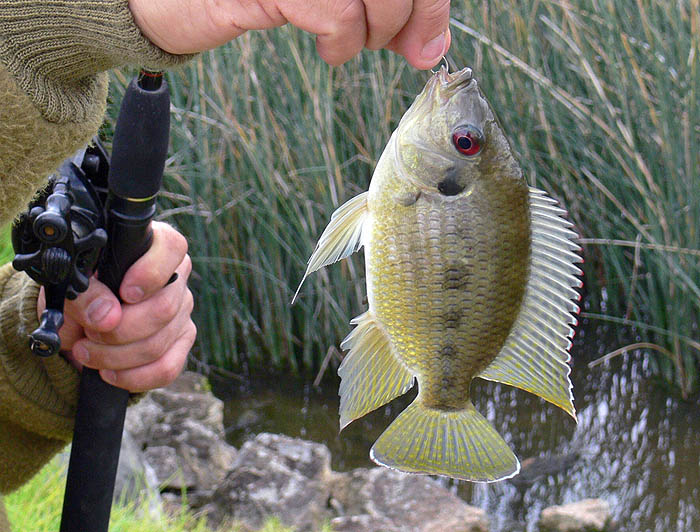
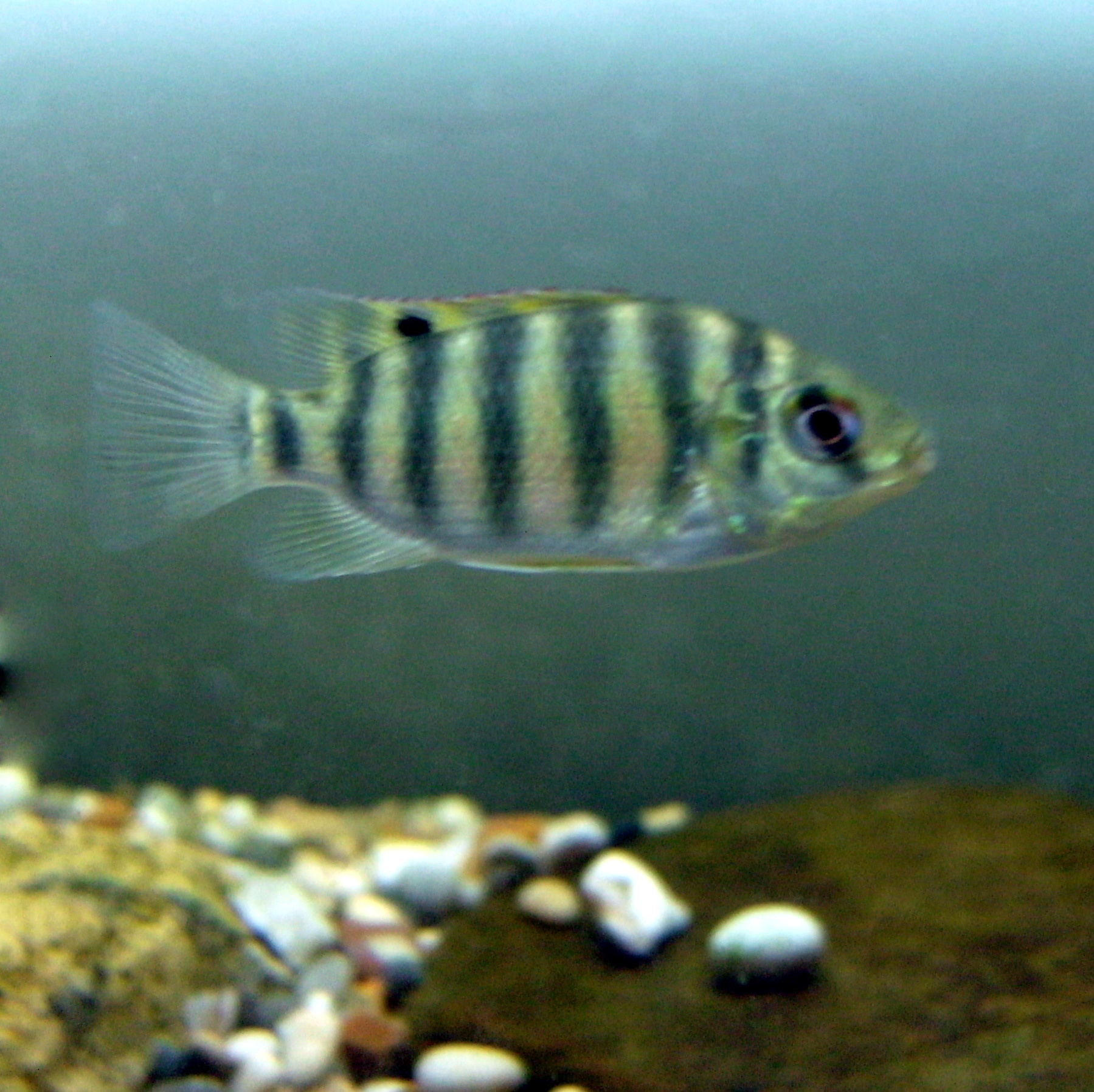
Fiatal egyed